# Athlétisme à l'Universiade d'été de 1987
Navigation
Kobe 1985 Duisbourg 1989
Les épreuves d'athlétisme de l'Universiade d'été de 1987 se sont déroulées dans l'enceinte du Stade Maksimir de Zagreb, en Yougoslavie, du 14 au 19 juillet 1987.

## Faits marquants
Les États-Unis s'adjugent 16 titres sur les 42 mis en jeu, réalisant plusieurs doublés et un sans-faute en relais.
Sur le plan individuel, Gwen Torrence obtient 3 médailles d'or (100 m, 200 m et relais), tandis que la Roumaine Paula Ivan effectue un doublé en demi-fond en battant à chaque fois le record de la compétition.

## Résultats

### Hommes
| Épreuves | Or                                                                                   | Argent                                                                                        | Bronze                                                                                       |
| --- | ------------------------------------------------------------------------------------ | --------------------------------------------------------------------------------------------- | -------------------------------------------------------------------------------------------- |
| 100 m Vent : +0,5 m/s | Lee McRae 10 s 07 (CR)                                                               | Brian Cooper 10 s 21                                                                          | Bruno Marie-Rose 10 s 25                                                                     |
| 200 m Vent : -1,7 m/s | Wallace Spearmon Sr. 20 s 42                                                         | Floyd Heard 20 s 44                                                                           | Edgardo Guilbe 20 s 92                                                                       |
| 400 m | Michael Franks 45 s 33                                                               | Moses Ugbisie 45 s 37                                                                         | Raymond Pierre 45 s 67                                                                       |
| 800 m | Slobodan Popovic 1 min 46 s 13                                                       | Moussa Fall 1 min 46 s 71                                                                     | Luis Toledo 1 min 47 s 07                                                                    |
| 1 500 m | Hauke Fuhlbrügge 3 min 44 s 87                                                       | Rob Harrison 3 min 45 s 13                                                                    | Andrey Ponomaryov 3 min 45 s 52                                                              |
| 5 000 m | Anacleto Jiménez 14 min 08 s 15                                                      | Michael Blackmore 14 min 08 s 30                                                              | David Swain 14 min 09 s 21                                                                   |
| 10 000 m | Axel Krippschock 29 min 07 s 02                                                      | Spyros Andriopoulos 29 min 08 s 65                                                            | Pat Porter 29 min 20 s 95                                                                    |
| Marathon | Takahiro Izumi 2 h 24 min 23 s                                                       | Takahashi Murakami 2 h 24 min 55 s                                                            | Viktor Gural 2 h 27 min 1 s                                                                  |
| 110 m haies Vent : -0,1 m/s | Jon Ridgeon 13 s 29                                                                  | Cletus Clark 13 s 38                                                                          | Keith Talley 13 s 40                                                                         |
| 400 m haies | David Patrick 48 s 75                                                                | Athanasios Kalogiannis 48 s 80                                                                | Ryoichi Yoshida 49 s 20                                                                      |
| 3 000 m steeple | Valeriy Vandyak 8 min 33 s 23                                                        | Juan Ramón Conde 8 min 33 s 86                                                                | Shigeyuki Aikyo 8 min 34 s 23                                                                |
| 20 km marche | Raffaello Ducceschi 1 h 25 min 2 s                                                   | Giacomo Poggi 1 h 25 min 17 s                                                                 | Pierluigi Fiorella 1 h 26 min 58 s                                                           |
| 4 × 100 m | États-Unis Lee McRae Floyd Heard Lorenzo Daniel Wallace Spearmon Sr. 38 s 66         | France Pierre Boutry Christophe Boyer Jean-Charles Trouabal Bruno Dufernez 39 s 42            | Japon Shinji Aoto Takashi Ichikawa Hirohisa Ota Hiroki Fuwa 39 s 57                          |
| 4 × 400 m | États-Unis Raymond Pierre Lorenzo Daniel David Patrick Kevin Robinzine 3 min 01 s 78 | Yougoslavie Branislav Karaulic Slobodan Popovic Slobodan Brankovic Ismail Macev 3 min 03 s 95 | Union soviétique Oleg Fatun Valeriy Starodubtsev Tagir Zemskov Vladimir Prosin 3 min 05 s 85 |
| Saut en hauteur | James Lott 2,30 m                                                                    | Sašo Apostolovski 2,30 m                                                                      | Sorin Matei 2,30 m                                                                           |
| Saut à la perche | Viktor Spasov 5,65 m                                                                 | Rodion Gataullin 5,60 m                                                                       | Scott Davis 5,60 m                                                                           |
| Saut en longueur | Mike Powell 8,19 m                                                                   | Paul Emordi 8,11 m                                                                            | Sergey Zaozerskiy 8,06 m                                                                     |
| Triple saut | Charlie Simpkins 17,16 m                                                             | Kenny Harrison 17,07 m                                                                        | Mâris Bružiks 16,90 m                                                                        |
| Lancer du poids | Klaus Görmer 20,38 m                                                                 | Vladimir Yaryshkin 20,12 m                                                                    | Ron Backes 20,09 m                                                                           |
| Lancer du disque | Randy Heisler 62,38 m                                                                | Vaclavas Kidykas 61,72 m                                                                      | Kostas Georgakopoulos 60,54 m                                                                |
| Lancer du marteau | Igor Astapkovich 78,46 m (CR)                                                        | Heinz Weis 76,98 m                                                                            | Lucio Serrani 75,70 m                                                                        |
| Lancer du javelot | Marek Kaleta 81,42 m                                                                 | Sejad Krdžalić 80,26 m                                                                        | Volker Hadwich 78,82 m                                                                       |
| Décathlon | Siegfried Wentz 8 348 pts (CR)                                                       | Jim Connolly 8 026 pts                                                                        | Patrick Gellens 7 786 pts                                                                    |
| Records et Performances - AR : Record continental (area record) - CR : Record des championnats (championship record) - MR : Record du meeting (meet record) - NR : Record national (national record) - OR : Record olympique (olympic record) - PR : Record paralympique (paralympic record) - PB : Record personnel (personal best) - SB : Meilleure performance personnelle de la saison (season's best) - WL : Meilleure performance mondiale de l'année (world leader) - WJR : Record du monde junior (world junior record) - WR : Record du monde (world record) Circonstances et Conditions - DNF : N'a pas terminé (did not finish) - DNS : N'a pas pris le départ (did not start) - DQ : Disqualification (disqualification) - NM : Aucun essai valable enregistré (No Mark) - Q : Qualifié « directement » au prochain tour (ou à la prochaine compétition), lors d'une compétition majeure, grâce au classement ou à la réalisation des minima (automatic qualifier) - q : Qualifié au prochain tour (ou à la prochaine compétition), lors d'une compétition majeure, grâce au repêchage ou à la réalisation de l'une des meilleures performances parmi celles des « non qualifiés directement » (grâce au meilleur temps ou à la meilleure distance par exemple) (secondary qualifier) |                                                                                      |                                                                                               |                                                                                              |

### Femmes
| Épreuves | Or                                                                                  | Argent                                                                                                  | Bronze                                                                       |
| --- | ----------------------------------------------------------------------------------- | --- | ---------------------------------------------------------------------------- |
| 100 m Vent : +1,5 m/s | Gwen Torrence 11 s 09                                                               | Irina Slyusar 11 s 34                                                                                   | Tina Iheagwam 11 s 40                                                        |
| 200 m Vent : +0,3 m/s | Gwen Torrence 22 s 44                                                               | Mary Onyali 22 s 64                                                                                     | Dannette Young 22 s 72                                                       |
| 400 m | Denean Howard 51 s 07                                                               | Lyudmila Dzhigalova 51 s 32                                                                             | Sandie Richards 51 s 42                                                      |
| 800 m | Slobodanka Colovic 1 min 56 s 88 (CR)                                               | Mitica Junghiatu 1 min 59 s 28                                                                          | Joetta Clark 1 min 59 s 92                                                   |
| 1 500 m | Paula Ivan 4 min 01 s 32 (CR)                                                       | Svetlana Kitova 4 min 03 s 03                                                                           | Mitica Junghiatu 4 min 03 s 04                                               |
| 3 000 m | Paula Ivan 8 min 53 s 61 (CR)                                                       | Anne Schweitzer 8 min 59 s 56                                                                           | Natalya Artyomova 9 min 02 s 98                                              |
| 10 000 m | Patty Murray 33 min 11 s 26                                                         | Zhong Huandi 33 min 11 s 59                                                                             | Yelena Uskova 33 min 14 s 71                                                 |
| Marathon | Natalya Bardina 2 h 46 min 30 s                                                     | Takako Kanesashi 2 h 46 min 33 s                                                                        | Karlene Erickson 3 h 3 min 0 s                                               |
| 100 m haies Vent : +1,5 m/s | Heike Theele 12 s 84                                                                | Aliuska López 12 s 84                                                                                   | Florence Colle 12 s 84                                                       |
| 400 m haies | Nawal El Moutawakil 55 s 21                                                         | Nicoleta Carutasu 55 s 35                                                                               | Sophia Hunter 55 s 45                                                        |
| 5 000 marche (piste) | Li Sujie 21 min 51 s 50 (CR)                                                        | Yelena Rodionova 22 min 00 s 01                                                                         | Ann Peel 22 min 01 s 09                                                      |
| 4 × 100 m | États-Unis Wendy Vereen Jackie Washington Dannette Young Gwen Torrence 42 s 90      | Union soviétique Nadezhda Roshchupkina Natalya Pomoshchnikova Yelena Vinogradova Irina Slyusar 43 s 17  | Nigeria Tina Iheagwam Lynda Eseimokumo Mary Onyali Falilat Ogunkoya 43 s 71  |
| 4 × 400 m | États-Unis Sonja Fridy Denise Mitchell Rochelle Stevens Denean Howard 3 min 27 s 16 | Union soviétique Yelena Vinogradova Tatyana Ledovskaya Larisa Lesnykh Lyudmila Dzhigalova 3 min 27 s 65 | Nigeria Sadia Sowunmi Kehinde Vaughan Airat Bakare Maria Usifo 3 min 33 s 37 |
| Saut en hauteur | Svetlana Isaeva 1,95 m                                                              | Natalya Golodnova 1,91 m                                                                                | Megumi Sato 1,88 m                                                           |
| Saut en longueur | Marieta Ilcu 6,81 m                                                                 | Lyudmila Ninova 6,78 m                                                                                  | Heike Grabe 6,74 m                                                           |
| Lancer du poids | Natalya Lisovskaya 20,48 m                                                          | Kathrin Neimke 20,07 m                                                                                  | Larisa Peleshenko 19,49 m                                                    |
| Lancer du disque | Tsvetanka Khristova 67,96 m (CR)                                                    | Gabriele Reinsch 64,12 m                                                                                | Hou Xuemei 64,04 m                                                           |
| Lancer du javelot | Irina Kostyuchenkova 66,72 m                                                        | Susanne Jung 65,36 m                                                                                    | Brigitte Graune 61,24 m                                                      |
| Heptathlon | Liliana Nastase 6 364 pts (CR)                                                      | Yelena Davydova 6 272 pts                                                                               | Zuzana Lajbnerová 6 224 pts                                                  |
| Records et Performances - AR : Record continental (area record) - CR : Record des championnats (championship record) - MR : Record du meeting (meet record) - NR : Record national (national record) - OR : Record olympique (olympic record) - PR : Record paralympique (paralympic record) - PB : Record personnel (personal best) - SB : Meilleure performance personnelle de la saison (season's best) - WL : Meilleure performance mondiale de l'année (world leader) - WJR : Record du monde junior (world junior record) - WR : Record du monde (world record) Circonstances et Conditions - DNF : N'a pas terminé (did not finish) - DNS : N'a pas pris le départ (did not start) - DQ : Disqualification (disqualification) - NM : Aucun essai valable enregistré (No Mark) - Q : Qualifié « directement » au prochain tour (ou à la prochaine compétition), lors d'une compétition majeure, grâce au classement ou à la réalisation des minima (automatic qualifier) - q : Qualifié au prochain tour (ou à la prochaine compétition), lors d'une compétition majeure, grâce au repêchage ou à la réalisation de l'une des meilleures performances parmi celles des « non qualifiés directement » (grâce au meilleur temps ou à la meilleure distance par exemple) (secondary qualifier) |                                                                                     | |                                                                              |

## Tableau des médailles
| Rang  | Nation               | Or | Argent | Bronze | Total |
| ----- | -------------------- | -- | ------ | ------ | ----- |
| 1     | États-Unis           | 16 | 7      | 9      | 32    |
| 2     | Union soviétique     | 7  | 11     | 8      | 26    |
| 3     | Allemagne de l'Est   | 4  | 3      | 2      | 9     |
| 4     | Roumanie             | 4  | 2      | 2      | 8     |
| 5     | Yougoslavie          | 2  | 3      | 0      | 5     |
| 6     | Bulgarie             | 2  | 1      | 0      | 3     |
| 7     | Japon                | 1  | 2      | 4      | 7     |
| 8     | Italie               | 1  | 1      | 2      | 4     |
| 9     | Chine                | 1  | 1      | 1      | 3     |
| 9     | Allemagne de l'Ouest | 1  | 1      | 1      | 3     |
| 9     | Royaume-Uni          | 1  | 1      | 1      | 3     |
| 12    | Espagne              | 1  | 0      | 0      | 1     |
| 12    | Maroc                | 1  | 0      | 0      | 1     |
| 14    | Nigeria              | 0  | 3      | 3      | 6     |
| 15    | Grèce                | 0  | 2      | 1      | 3     |
| 16    | Cuba                 | 0  | 2      | 0      | 2     |
| 17    | France               | 0  | 1      | 2      | 3     |
| 18    | Sénégal              | 0  | 1      | 0      | 1     |
| 19    | Belgique             | 0  | 0      | 1      | 1     |
| 19    | Canada               | 0  | 0      | 1      | 1     |
| 19    | Jamaïque             | 0  | 0      | 1      | 1     |
| 19    | Mexique              | 0  | 0      | 1      | 1     |
| 19    | Porto Rico           | 0  | 0      | 1      | 1     |
| 19    | Tchécoslovaquie      | 0  | 0      | 1      | 1     |
| Total | Total                | 42 | 42     | 42     | 126   |